# 印花法令
印花稅法（英語：Stamp Act 1765）是英国议会对美洲英国殖民地所实行的税收法案。该法案要求所有美洲的出版物使用在伦敦生产且盖有印花的纸张并一同纳税。1763年，英国赢得英法北美战争。但战争开销巨大，财政大臣乔治·格伦维尔希望通过《印花稅法》和《食糖法》的收入来弥补战争开销的一半，此行为在英国十分常见。但是，出人意料的是，该法案在美洲殖民地遇到了强烈抵抗，殖民地居民坚持认为只有得到他们组织的代表会议的同意才能对他们征税。由于受到来自英国商人和生产商的压力，英国议会不顾上院反对于1766年取消了该法案。但是，《印花稅法》激发了全美的团结，建立了相关组织，为美国革命奠定了基础。